# Don't Let Go (álbum de Isaac Hayes)
Don't Let Go é o décimo quarto álbum do músico de soul estadunidense Isaac Hayes, lançado em 1979 pela Polydor Records.
| Críticas profissionais | Críticas profissionais |
| Avaliações da crítica  | Avaliações da crítica  |
| Fonte                  | Avaliação              |
| ---------------------- | ---------------------- |
| AllMusic               | [ 1 ]                  |

## Faixas
| N.º | Título                                   | Compositor(es)               | Duração |  |
| 1.  | "Don't Let Go"                           | Jesse Stone                  | 12:50   |  |
| 2.  | "What Does It Take"                      |                              | 6:00    |  |
| 3.  | "A Few More Kisses to Go"                |                              | 6:08    |  |
| 4.  | "Fever"                                  | Eddie Cooley, John Davenport | 8:19    |  |
| 5.  | "Someone Who Will Take the Place of You" |                              | 10:26   |  |

## Classificações semanais
| Classificação (1979)         | Posição máxima |
| ---------------------------- | -------------- |
| Billboard 200 (EUA)          | 39             |
| Top R&B/Hip-Hop Albums (EUA) | 9              |